# Athyrium kumaonicum
Athyrium kumaonicum är en majbräkenväxtart som beskrevs av Punetha. Athyrium kumaonicum ingår i släktet Athyrium och familjen Athyriaceae. Inga underarter finns listade.